# Hnilčík
Hnilčík (in ungherese Szepespatak, in tedesco Eisenbach) è un comune della Slovacchia facente parte del distretto di Spišská Nová Ves, nella regione di Košice.